# بليك لويس
بليك لويس (بالإنجليزية: Blake Lewis)‏ هو عازف بيانو ومغن مؤلف ومغني وموسيقي أمريكي، ولد في 21 يوليو 1981 في ريدموند في الولايات المتحدة.

## وصلات خارجية
- الموقع الرسمي
- بليك لويس على موقع IMDb (الإنجليزية)
- بليك لويس على موقع ميوزك برينز (الإنجليزية)
- بليك لويس على موقع رولينغ ستون (الإنجليزية)
- بليك لويس على موقع إن إن دي بي (الإنجليزية)
- بليك لويس على موقع أول ميوزيك (الإنجليزية)
- بليك لويس على موقع ديسكوغز (الإنجليزية)
- بليك لويس على موقع قاعدة بيانات الفيلم (الإنجليزية)